# Malmö FF i Europaspel

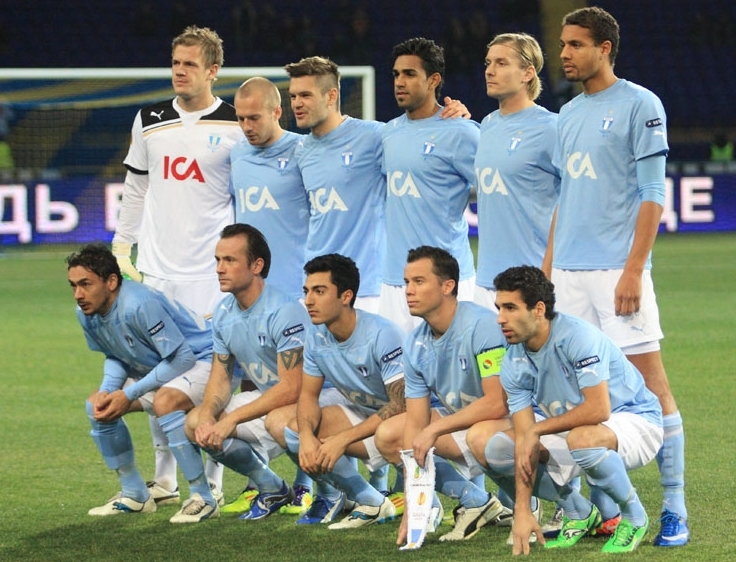
Malmö FF:s startelva inför en gruppspelsmatch i Uefa Europa League 2011/2012 mot FK Metalist Charkiv.

Malmö Fotbollförening (eller Malmö FF) är en svensk professionell fotbollsklubb baserad i Malmö. Klubben har deltagit i 41 turneringar som är styrda av Uefa, huvudorganet för fotboll i Europa. De har spelat 19 säsonger i Europacupen och Champions League, 17 säsonger i Uefacupen och Europa League, fem säsonger i Cupvinnarcupen och en säsong i Intertotocupen. Malmö är det enda nordiska lag som har deltagit i en turnering som anordnats av den globala federationen Fifa — Interkontinentala cupen 1979. Om man räknar ihop alla Malmö FF:s 149 matcher i Uefas tävlingar sedan deras första säsongen 1964/1965, har de 55 segrar, 32 oavgjorda matcher och 62 förluster.
Klubben spelar sina hemmamatcher på Stadion i Malmö, där kapaciteten för Uefa-matcher är 21 000 sittplatser medan det i ligamatcher tas bort 3 000 sittplatser för att göra plats för 6 000 ståplatser. Malmö FF:s 11–0 vinst över Pezoporikos Larnaca från Cypern i Cupvinnarcupen 1973/1974 är klubbens största seger i europeiska tävlingar, medan lagets största förlust är 8–0 mot spanska Real Madrid i Champions League 2015/2016. Jan Möller har spelat flest Uefa-matcher för Malmö (53 stycken) medan Markus Rosenberg har gjort flest mål (23 stycken). Malmö FF:s mest framgångsrika säsong i Europaspel var när de spelade i Europacupfinalen 1979 mot Nottingham Forest på Olympiastadion i München som Malmö förlorade med 0–1. Per säsongen 2018/2019 är klubben rankad på 66:e plats i Uefas klubbkoefficient.

## Teckenförklaring
| - S = Säsonger - SM = Spelade matcher - V = Vunna matcher - O = Oavgjorda matcher - F = Förlorade matcher - GM = Gjorda mål - IM = Insläppta mål - MS = Målskillnad - H = Hemmaplan - B = Bortaplan - N = Neutral plan - Final = Final - SF = Semifinal - KF = Kvartsfinal - 16-del = 16-Delsfinal - Grupp = Gruppspel - PO = Playoff omgång - O3 = Omgång 3 - O2 = Omgång 2 - O1 = Omgång 1 - KO3 = Tredje kvalificeringsomgången - KO2 = Andra kvalificeringsomgången - KO1 = Första kvalificeringsomgången - KO = Kvalificeringsomgången - e fl = Matchen fastställdes efter förlängning - b = Matchen fastställdes efter bortamålsregeln - str = Matchen fastställdes efter straffsparksläggning - Totalt = Sammanlagt resultat - Ref = Referenser |

Malmös resultat noteras först i alla matchresultat angivna nedan.

## Statistik

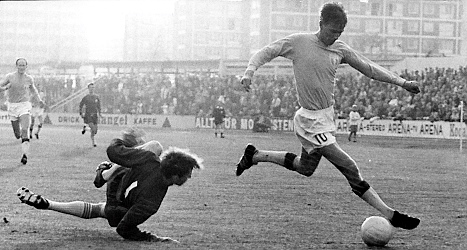
Dag Szepanski (med bollen) spelande för Malmö FF 1968.

### Efter tävling
| Turnering                                         | S  | SM  | V  | O  | F  | GM  | IM  | MS  |
| ------------------------------------------------- | -- | --- | -- | -- | -- | --- | --- | --- |
| Europacupen för mästarlag / Uefa Champions League | 17 | 77  | 27 | 19 | 31 | 83  | 118 | −35 |
| Uefacupen / Uefa Europa League                    | 17 | 80  | 34 | 15 | 31 | 122 | 97  | +25 |
| Cupvinnarcupen                                    | 5  | 22  | 9  | 7  | 6  | 35  | 18  | +17 |
| Mässcupen                                         | 4  | 8   | 0  | 1  | 7  | 4   | 23  | −19 |
| Intertotocupen                                    | 1  | 2   | 0  | 0  | 2  | 1   | 4   | −3  |
| Interkontinentala cupen / VM för klubblag         | 1  | 2   | 0  | 0  | 2  | 1   | 3   | −2  |
| Totalt                                            | 45 | 191 | 70 | 42 | 78 | 245 | 260 | −15 |

### Efter motståndarklubbens nationalitet
| Land                    | SM | V | O | F | GM | IM | MS  |
| ----------------------- | -- | - | - | - | -- | -- | --- |
| Albanien                | 4  | 2 | 2 | 0 | 4  | 0  | +4  |
| Armenien                | 2  | 2 | 0 | 0 | 7  | 0  | +7  |
| Belgien                 | 6  | 0 | 3 | 3 | 4  | 10 | −6  |
| Bosnien och Hercegovina | 2  | 1 | 0 | 1 | 3  | 1  | +2  |
| Bulgarien               | 2  | 1 | 0 | 1 | 5  | 8  | −3  |
| Cypern                  | 4  | 2 | 1 | 1 | 18 | 2  | +16 |
| Danmark                 | 4  | 2 | 2 | 0 | 6  | 3  | +3  |
| England                 | 9  | 1 | 1 | 7 | 4  | 15 | −11 |
| Finland                 | 4  | 3 | 1 | 0 | 7  | 2  | +5  |
| Frankrike               | 6  | 2 | 1 | 3 | 4  | 11 | −7  |
| Färöarna                | 2  | 1 | 1 | 0 | 3  | 1  | +2  |
| Grekland                | 2  | 1 | 0 | 1 | 4  | 4  | 0   |
| Irland                  | 6  | 3 | 1 | 2 | 7  | 4  | +3  |
| Israel                  | 4  | 3 | 1 | 0 | 9  | 4  | +5  |
| Italien                 | 10 | 2 | 3 | 5 | 8  | 15 | −7  |
| Kosovo                  | 2  | 2 | 0 | 0 | 5  | 0  | +5  |
| Kroatien                | 7  | 2 | 1 | 4 | 12 | 12 | 0   |
| Lettland                | 4  | 2 | 2 | 0 | 5  | 1  | +4  |
| Litauen                 | 2  | 1 | 1 | 0 | 1  | 0  | +1  |
| Nederländerna           | 6  | 1 | 2 | 3 | 4  | 12 | −8  |
| Nordirland              | 4  | 4 | 0 | 0 | 17 | 0  | +17 |
| Nordmakedonien          | 2  | 0 | 1 | 1 | 2  | 4  | −2  |
| Norge                   | 2  | 0 | 2 | 0 | 2  | 2  | 0   |
| Paraguay                | 2  | 0 | 0 | 2 | 1  | 3  | −2  |
| Polen                   | 5  | 4 | 0 | 1 | 12 | 4  | +8  |
| Portugal                | 6  | 2 | 0 | 4 | 3  | 9  | −6  |
| Rumänien                | 2  | 1 | 1 | 0 | 2  | 1  | +1  |
| Ryssland                | 2  | 1 | 0 | 1 | 3  | 2  | +1  |
| Schweiz                 | 10 | 2 | 3 | 5 | 4  | 9  | −5  |
| Skottland               | 8  | 4 | 1 | 3 | 17 | 13 | +4  |
| Slovenien               | 2  | 1 | 1 | 0 | 5  | 4  | +1  |
| Spanien                 | 7  | 0 | 0 | 7 | 2  | 25 | −23 |
| Tjeckien                | 4  | 1 | 0 | 3 | 6  | 9  | −3  |
| Turkiet                 | 6  | 4 | 1 | 1 | 10 | 8  | +2  |
| Tyskland                | 16 | 3 | 4 | 9 | 13 | 30 | −17 |
| Ukraina                 | 8  | 3 | 1 | 4 | 9  | 15 | −6  |
| Ungern                  | 9  | 3 | 3 | 3 | 9  | 12 | −3  |
| Österrike               | 8  | 3 | 1 | 4 | 9  | 8  | +1  |

### Efter klubb
Följande lista visar Malmö FF:s statistik mot klubbar som de har mött tre eller flera gånger i Europaspel. Klubben och dess land finns med liksom antalet spelade matcher (SM), vinster (V), oavgjorda matcher (O), förluster (F), gjorda mål (GM), insläppta mål (IM) och målskillnad för Malmö (MS). Statistiken är korrekt per säsongen 2019/2020 och inkluderar mål gjorda under förlängning; i dessa matcher är det angivna resultatet, det slutgiltiga efter förlängningen. 
| Klubb             | Land      | SM | V | O | F | GM | IM | MS  | Ref                         |
| ----------------- | --------- | -- | - | - | - | -- | -- | --- | --------------------------- |
| Beşiktaş          | Turkiet   | 6  | 4 | 1 | 1 | 10 | 8  | +2  | [ 4 ] [ 5 ]                 |
| Rangers           | Skottland | 4  | 3 | 1 | 0 | 6  | 4  | +3  |                             |
| Wisła Kraków      | Polen     | 4  | 3 | 0 | 1 | 10 | 4  | +6  | [ 6 ] [ 7 ]                 |
| Dynamo Kiev       | Ukraina   | 4  | 2 | 1 | 1 | 6  | 4  | +2  | [ 8 ]                       |
| Red Bull Salzburg | Österrike | 4  | 2 | 0 | 2 | 7  | 4  | +3  | [ 9 ] [ 10 ] [ 11 ] [ 12 ]  |
| Hibernian         | Skottland | 4  | 2 | 0 | 2 | 11 | 9  | +2  | [ 13 ] [ 14 ] [ 15 ] [ 16 ] |
| Benfica           | Portugal  | 4  | 2 | 0 | 2 | 3  | 6  | –3  | [ 17 ] [ 18 ]               |
| MOL Vidi          | Ungern    | 4  | 1 | 2 | 1 | 4  | 4  | 0   | [ 19 ] [ 20 ] [ 21 ]        |
| Inter             | Italien   | 4  | 1 | 2 | 1 | 3  | 3  | 0   | [ 22 ] [ 23 ]               |
| Dynamo Dresden    | Tyskland  | 4  | 1 | 2 | 1 | 5  | 6  | –1  | [ 24 ] [ 25 ]               |
| Austria Wien      | Österrike | 4  | 1 | 1 | 2 | 2  | 4  | –2  | [ 26 ] [ 27 ] [ 28 ]        |
| Hajduk Split      | Kroatien  | 4  | 0 | 1 | 3 | 4  | 8  | –4  | [ 29 ] [ 30 ]               |
| Atlético Madrid   | Spanien   | 4  | 0 | 0 | 4 | 1  | 12 | –11 | [ 31 ] [ 32 ] [ 33 ]        |
| Nottingham Forest | England   | 3  | 1 | 0 | 2 | 2  | 3  | –1  | [ 34 ] [ 35 ]               |

## Matcher

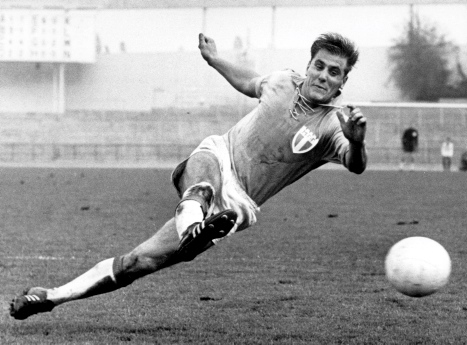
Malmö FF-spelaren Rolf Eriksson 1964 när klubben spelade Europaspel för första gången

### Europacupen för mästarlag / Uefa Champions League

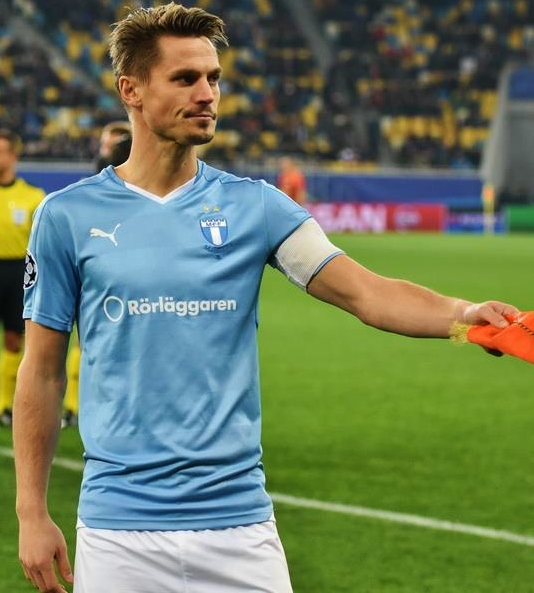
Markus Rosenberg innan en Champions League-match mot Sjachtar Donetsk 2015. Han har gjort 23 mål i europeiska tävlingar vilket är flest av alla Malmö FF-spelare.

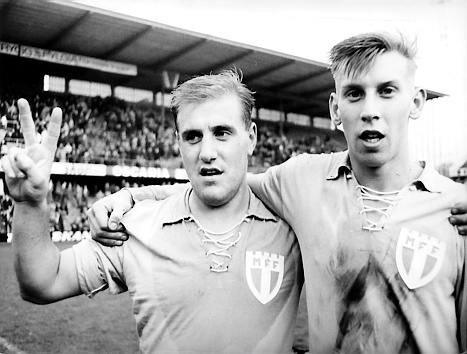
Bosse Larsson (höger) och Rolf Eriksson 1964. Larsson spelade 546 matcher för Malmö under 1960- och 1970-talet och gjorde 289 mål, varav 10 i europeiska tävlingar.

Europacupen för mästarlag grundades 1955 och bytte namn till Uefa Champions League 1992. Malmö FF deltog i tävlingen för första gången 1964/1965, när de kvalificerade genom sin första plats i Allsvenskan halvvägs genom säsongen 1964. Eftersom Allsvenskan spelas mellan april och oktober varje år, vilket skiljer sig från de flesta europeiska ligorna, är modern praxis att vinnaren av Allsvenskan kvalificerar sig för Uefa Champions League som börjar spelas i augusti året efter. Malmö FF:s mest anmärkningsvärda prestation i den här tävlingen, och i alla europeiska turneringar, är finalplatsen säsongen 1978/1979. Sedan 1992 har klubben inte gått vidare från kvalomgångarna, men detta ändrades säsongen 2014/2015 då man tog sig till gruppspelet. Följande är en komplett lista av matcher som spelats av Malmö FF i Europacupen och Uefa Champions League. Listan innehåller säsongen turneringen spelades, omgången klubben blev utslagna, motståndarklubben och dess land, datumet, arenan och resultatet. Den är korrekt efter säsongen 2018/2019.
| Säsong                | Omgång      | Motståndare            | Motståndare   | Datum             | Arena                                           | Resultat    | S            | Ref         |
| Säsong                | Omgång      | Lag                    | Land          | Datum             | Arena                                           | Resultat    | S            | Ref         |
| Europacupen           | Europacupen | Europacupen            | Europacupen   | Europacupen       | Europacupen                                     | Europacupen | Europacupen  | Europacupen |
| --------------------- | ----------- | ---------------------- | ------------- | ----------------- | ----------------------------------------------- | ----------- | ------------ | ----------- |
| 1964/1965             | KO          | Lokomotiv Sofia        | Bulgarien     | 10 september 1964 | Vasil Levski National Stadium, Sofia            | 3–8         | 5–8          | [ 37 ]      |
| 1964/1965             | KO          | Lokomotiv Sofia        | Bulgarien     | 30 september 1964 | Malmö Stadion, Malmö                            | 2–0         | 5–8          | [ 37 ]      |
| 1966/1967             | O1          | Atlético Madrid        | Spanien       | 28 september 1966 | Malmö Stadion, Malmö                            | 0–2         | 1–5          | [ 31 ]      |
| 1966/1967             | O1          | Atlético Madrid        | Spanien       | 12 oktober 1966   | Estadio Vicente Calderón, Madrid                | 1–3         | 1–5          | [ 31 ]      |
| 1968/1969             | O1          | Milan                  | Italien       | 18 september 1968 | Malmö Stadion, Malmö                            | 2–1         | 3–5          | [ 38 ]      |
| 1968/1969             | O1          | Milan                  | Italien       | 2 oktober 1968    | Stadio Giuseppe Meazza, Milano                  | 1–4         | 3–5          | [ 38 ]      |
| 1971/1972             | O1          | Újpesti Dózsa          | Ungern        | 15 september 1971 | Szusza Ferenc Stadium, Budapest                 | 0–4         | 1–4          | [ 39 ]      |
| 1971/1972             | O1          | Újpesti Dózsa          | Ungern        | 29 september 1971 | Malmö Stadion, Malmö                            | 1–0         | 1–4          | [ 39 ]      |
| 1972/1973             | O1          | Benfica                | Portugal      | 13 september 1972 | Malmö Stadion, Malmö                            | 1–0         | 2–4          | [ 17 ]      |
| 1972/1973             | O1          | Benfica                | Portugal      | 27 september 1972 | Estádio da Luz, Lissabon                        | 1–4         | 2–4          | [ 17 ]      |
| 1975/1976             | O1          | Magdeburg              | Östtyskland   | 17 september 1975 | Malmö Stadion, Malmö                            | 2–1         | 5–4 (e str.) | [ 40 ]      |
| 1975/1976             | O1          | Magdeburg              | Östtyskland   | 1 oktober 1975    | Ernst Grube Stadium, Magdeburg                  | 1–2         | 5–4 (e str.) | [ 40 ]      |
| 1975/1976             | O2          | Bayern München         | Västtyskland  | 22 oktober 1975   | Malmö Stadion, Malmö                            | 1–0         | 1–2          | [ 42 ]      |
| 1975/1976             | O2          | Bayern München         | Västtyskland  | 5 november 1975   | Olympiastadion, München                         | 0–2         | 1–2          | [ 42 ]      |
| 1976/1977             | O1          | Torino                 | Italien       | 15 september 1976 | Stadio Olimpico, Turin                          | 1–2         | 2–3          | [ 43 ]      |
| 1976/1977             | O1          | Torino                 | Italien       | 29 september 1976 | Malmö Stadion, Malmö                            | 1–1         | 2–3          | [ 43 ]      |
| 1978/1979             | O1          | AS Monaco              | Frankrike     | 13 september 1978 | Malmö Stadion, Malmö                            | 0–0         | 1–0          | [ 44 ]      |
| 1978/1979             | O1          | AS Monaco              | Frankrike     | 27 september 1978 | Stade Louis II, Monaco                          | 1–0         | 1–0          | [ 44 ]      |
| 1978/1979             | O2          | Dynamo Kiev            | Sovjetunionen | 18 oktober 1978   | Metalist Stadium, Charkiv                       | 0–0         | 2–0          | [ 8 ]       |
| 1978/1979             | O2          | Dynamo Kiev            | Sovjetunionen | 1 november 1978   | Malmö Stadion, Malmö                            | 2–0         | 2–0          | [ 8 ]       |
| 1978/1979             | KF          | Wisła Kraków           | Polen         | 7 mars 1979       | Stadion Miejski, Kraków                         | 1–2         | 5–3          | [ 6 ]       |
| 1978/1979             | KF          | Wisła Kraków           | Polen         | 21 mars 1979      | Malmö Stadion, Malmö                            | 4–1         | 5–3          | [ 6 ]       |
| 1978/1979             | SF          | Austria Wien           | Österrike     | 11 april 1979     | Ernst-Happel-Stadion, Wien                      | 0–0         | 1–0          | [ 26 ]      |
| 1978/1979             | SF          | Austria Wien           | Österrike     | 25 april 1979     | Malmö Stadion, Malmö                            | 1–0         | 1–0          | [ 26 ]      |
| 1978/1979             | Final       | Nottingham Forest      | England       | 30 maj 1979       | Olympiastadion, München                         | 0–1         | —            | [ 34 ]      |
| 1987/1988             | O1          | Anderlecht             | Belgien       | 16 september 1987 | Malmö Stadion, Malmö                            | 0–1         | 1–2          | [ 45 ]      |
| 1987/1988             | O1          | Anderlecht             | Belgien       | 30 september 1987 | Constant Vanden Stock Stadium, Bryssel          | 1–1         | 1–2          | [ 45 ]      |
| 1989/1990             | O1          | Inter                  | Italien       | 13 september 1989 | Malmö Stadion, Malmö                            | 1–0         | 2–1          | [ 22 ]      |
| 1989/1990             | O1          | Inter                  | Italien       | 27 september 1989 | Stadio Giuseppe Meazza, Milano                  | 1–1         | 2–1          | [ 22 ]      |
| 1989/1990             | O2          | KV Mechelen            | Belgien       | 18 oktober 1989   | Malmö Stadion, Malmö                            | 0–0         | 1–4          | [ 46 ]      |
| 1989/1990             | O2          | KV Mechelen            | Belgien       | 1 november 1989   | Achter de Kazerne, Mechelen                     | 1–4         | 1–4          | [ 46 ]      |
| 1990/1991             | O1          | Beşiktaş               | Turkiet       | 19 september 1990 | Malmö Stadion, Malmö                            | 3–2         | 5–4          | [ 4 ]       |
| 1990/1991             | O1          | Beşiktaş               | Turkiet       | 3 oktober 1990    | BJK İnönü Stadyumu, Istanbul                    | 2–2         | 5–4          | [ 4 ]       |
| 1990/1991             | O2          | Dynamo Dresden         | Östtyskland   | 24 oktober 1990   | Rudolf-Harbig-Stadion, Dresden                  | 1–1         | 6–7 (e str.) | [ 24 ]      |
| 1990/1991             | O2          | Dynamo Dresden         | Östtyskland   | 7 november 1990   | Malmö Stadion, Malmö                            | 1–1         | 6–7 (e str.) | [ 24 ]      |
| Uefa Champions League |             |                        |               |                   |                                                 |             |              |             |
| 2005/2006             | KO2         | Maccabi Haifa          | Israel        | 27 juli 2005      | Malmö Stadion, Malmö                            | 3–2         | 5–4          | [ 47 ]      |
| 2005/2006             | KO2         | Maccabi Haifa          | Israel        | 3 augusti 2005    | Bloomfield Stadium, Tel Aviv                    | 2–2         | 5–4          | [ 48 ]      |
| 2005/2006             | KO3         | Thun                   | Schweiz       | 11 augusti 2005   | Malmö Stadion, Malmö                            | 0–1         | 0–4          | [ 49 ]      |
| 2005/2006             | KO3         | Thun                   | Schweiz       | 24 augusti 2005   | Stade de Suisse, Bern                           | 0–3         | 0–4          | [ 50 ]      |
| 2011/2012             | KO2         | HB Torshamn            | Färöarna      | 13 juli 2011      | Swedbank Stadion, Malmö                         | 2–0         | 3–1          | [ 51 ]      |
| 2011/2012             | KO2         | HB Torshamn            | Färöarna      | 19 juli 2011      | Gundadalur, Torshamn                            | 1–1         | 3–1          | [ 52 ]      |
| 2011/2012             | KO3         | Rangers                | Skottland     | 26 juli 2011      | Ibrox Stadium, Glasgow                          | 1–0         | 2–1          | [ 53 ]      |
| 2011/2012             | KO3         | Rangers                | Skottland     | 3 augusti 2011    | Swedbank Stadion, Malmö                         | 1–1         | 2–1          | [ 54 ]      |
| 2011/2012             | PO          | Dinamo Zagreb          | Kroatien      | 17 augusti 2011   | Stadion Maksimir, Zagreb                        | 1–4         | 3–4          | [ 55 ]      |
| 2011/2012             | PO          | Dinamo Zagreb          | Kroatien      | 23 augusti 2011   | Swedbank Stadion, Malmö                         | 2–0         | 3–4          | [ 56 ]      |
| 2014/2015             | KO2         | FK Ventspils           | Lettland      | 16 juli 2014      | Swedbank Stadion, Malmö                         | 0–0         | 1–0          | [ 57 ]      |
| 2014/2015             | KO2         | FK Ventspils           | Lettland      | 23 juli 2014      | Ventspils Olimpiskais Stadions, Ventspils       | 1–0         | 1–0          | [ 58 ]      |
| 2014/2015             | KO3         | Sparta Prag            | Tjeckien      | 29 juli 2014      | Generali Arena, Prag                            | 2–4         | 4–4 (b)      | [ 59 ]      |
| 2014/2015             | KO3         | Sparta Prag            | Tjeckien      | 6 augusti 2014    | Swedbank Stadion, Malmö                         | 2–0         | 4–4 (b)      | [ 60 ]      |
| 2014/2015             | PO          | Red Bull Salzburg      | Österrike     | 19 augusti 2014   | Red Bull Arena, Salzburg                        | 1–2         | 4–2          | [ 9 ]       |
| 2014/2015             | PO          | Red Bull Salzburg      | Österrike     | 27 augusti 2014   | Swedbank Stadion, Malmö                         | 3–0         | 4–2          | [ 10 ]      |
| 2014/2015             | Grupp       | Juventus               | Italien       | 16 september 2014 | Juventus Stadium, Turin                         | 0–2         | —            | [ 61 ]      |
| 2014/2015             | Grupp       | Olympiakos             | Grekland      | 1 oktober 2014    | Swedbank Stadion, Malmö                         | 2–0         | —            | [ 62 ]      |
| 2014/2015             | Grupp       | Atlético Madrid        | Spanien       | 22 oktober 2014   | Estadio Vicente Calderón, Madrid                | 0–5         | —            | [ 32 ]      |
| 2014/2015             | Grupp       | Atlético Madrid        | Spanien       | 4 november 2014   | Swedbank Stadion, Malmö                         | 0–2         | —            | [ 33 ]      |
| 2014/2015             | Grupp       | Juventus               | Italien       | 26 november 2014  | Swedbank Stadion, Malmö                         | 0–2         | —            | [ 63 ]      |
| 2014/2015             | Grupp       | Olympiakos             | Grekland      | 9 december 2014   | Karaiskakis-stadion, Pireus                     | 2–4         | —            | [ 64 ]      |
| 2015/2016             | KO2         | Žalgiris Vilnius       | Litauen       | 15 juli 2015      | Swedbank Stadion, Malmö                         | 0–0         | 1–0          | [ 65 ]      |
| 2015/2016             | KO2         | Žalgiris Vilnius       | Litauen       | 21 juli 2015      | LFF Stadium, Vilnius                            | 1–0         | 1–0          | [ 66 ]      |
| 2015/2016             | KO3         | Red Bull Salzburg      | Österrike     | 28 juli 2015      | Red Bull Arena, Salzburg                        | 0–2         | 3–2          | [ 11 ]      |
| 2015/2016             | KO3         | Red Bull Salzburg      | Österrike     | 5 augusti 2015    | Swedbank Stadion, Malmö                         | 3–0         | 3–2          | [ 12 ]      |
| 2015/2016             | PO          | Celtic                 | Skottland     | 19 augusti 2015   | Celtic Park, Glasgow                            | 2–3         | 4–3          | [ 67 ]      |
| 2015/2016             | PO          | Celtic                 | Skottland     | 25 augusti 2015   | Swedbank Stadion, Malmö                         | 2–0         | 4–3          | [ 68 ]      |
| 2015/2016             | Grupp       | Paris Saint-Germain    | Frankrike     | 15 september 2015 | Parc des Princes                                | 0–2         | —            | [ 69 ]      |
| 2015/2016             | Grupp       | Real Madrid            | Spanien       | 30 september 2015 | Swedbank Stadion, Malmö                         | 0–2         | —            | [ 70 ]      |
| 2015/2016             | Grupp       | Sjachtar Donetsk       | Ukraina       | 21 oktober 2015   | Swedbank Stadion, Malmö                         | 1–0         | —            | [ 71 ]      |
| 2015/2016             | Grupp       | Sjachtar Donetsk       | Ukraina       | 3 november 2015   | Arena Lviv, Lviv                                | 0–4         | —            | [ 72 ]      |
| 2015/2016             | Grupp       | Paris Saint-Germain    | Frankrike     | 25 november 2015  | Swedbank Stadion, Malmö                         | 0-5         | —            | [ 73 ]      |
| 2015/2016             | Grupp       | Real Madrid            | Spanien       | 8 december 2015   | Santiago Bernabéu, Madrid                       | 0-8         | —            | [ 74 ]      |
| 2017/2018             | KO2         | Vardar                 | Makedonien    | 12 juli 2017      | Swedbank Stadion, Malmö                         | 1–1         | 2–4          | [ 75 ]      |
| 2017/2018             | KO2         | Vardar                 | Makedonien    | 18 juli 2017      | Stadion Mladost, Strumica                       | 1–3         | 2–4          | [ 76 ]      |
| 2018/2019             | KO1         | Drita                  | Kosovo        | 10 juli 2018      | Olympic Stadium Adem Jashari, Mitrovica         | 3−0         | 5−0          | [ 77 ]      |
| 2018/2019             | KO1         | Drita                  | Kosovo        | 17 juli 2018      | Stadion, Malmö                                  | 2−0         | 5−0          | [ 78 ]      |
| 2018/2019             | KO2         | Cluj                   | Rumänien      | 24 juli 2018      | Stadionul Dr. Constantin Rădulescu, Cluj-Napoca | 1−0         | 2−1          | [ 79 ]      |
| 2018/2019             | KO2         | Cluj                   | Rumänien      | 1 augusti 2018    | Stadion, Malmö                                  | 1−1         | 2−1          | [ 80 ]      |
| 2018/2019             | KO3         | MOL Vidi               | Ungern        | 7 augusti 2018    | Stadion, Malmö                                  | 1–1         | 1–1 (b)      | [ 19 ]      |
| 2018/2019             | KO3         | MOL Vidi               | Ungern        | 14 augusti 2018   | Pancho Aréna, Felcsút                           | 0–0         | 1–1 (b)      | [ 20 ]      |
| 2021/2022             | KO1         | Riga                   | Lettland      | 7 juli 2021       | Stadion, Malmö                                  | 1−0         | 2−1          | [ 81 ]      |
| 2021/2022             | KO1         | Riga                   | Lettland      | 13 juli 2021      | Skontostadion, Riga                             | 1−1         | 2−1          | [ 82 ]      |
| 2021/2022             | KO2         | HJK                    | Finland       | 21 juli 2021      | Stadion, Malmö                                  | 2−1         | 4−3          | [ 83 ]      |
| 2021/2022             | KO2         | HJK                    | Finland       | 27 juli 2021      | Bolt Arena, Helsingfors                         | 2−2         | 4−3          | [ 84 ]      |
| 2021/2022             | KO3         | Rangers                | Skottland     | 3 augusti 2021    | Stadion, Malmö                                  | 2−1         | 4−2          | [ 85 ]      |
| 2021/2022             | KO3         | Rangers                | Skottland     | 10 augusti 2021   | Ibrox Stadium, Glasgow                          | 2−1         | 4−2          | [ 86 ]      |
| 2021/2022             | PO          | Ludogorets Razgrad     | Bulgarien     | 18 augusti 2021   | Stadion, Malmö                                  | 2−0         | 3−2          | [ 87 ]      |
| 2021/2022             | PO          | Ludogorets Razgrad     | Bulgarien     | 24 augusti 2021   | Huvepharma Arena, Razgrad                       | 1−2         | 3−2          | [ 88 ]      |
| 2021/2022             | Grupp       | Juventus               | Italien       | 14 september 2021 | Stadion, Malmö                                  | 0-3         | 4:a          |             |
| 2021/2022             | Grupp       | Zenit Sankt Petersburg | Ryssland      | 29 september 2021 | Krestovskij Stadion, Sankt Petersburg           | 0-4         | 4:a          |             |
| 2021/2022             | Grupp       | Chelsea                | England       | 20 oktober 2021   | Stamford Bridge, London                         | 0-4         | 4:a          |             |
| 2021/2022             | Grupp       | Chelsea                | England       | 2 november 2021   | Stadion, Malmö                                  | 0-1         | 4:a          |             |
| 2021/2022             | Grupp       | Zenit Sankt Petersburg | Ryssland      | 23 november 2021  | Stadion, Malmö                                  | 1-1         | 4:a          |             |
| 2021/2022             | Grupp       | Juventus               | Italien       | 8 december 2021   | Juventus Stadium, Turin                         | 0-1         | 4:a          |             |

### Uefacupen / Uefa Europa League
Uefacupen grundades 1971 och bytte namn till Uefa Europa League 2009. Malmö FF deltog för första gången i denna tävling säsongen 1977/1978 efter ha kvalificerat sig som tvåa i Allsvenskan 1976. Klubben deltog i tävlingen för första gången sedan den döpts om till Uefa Europa League under säsongen 2011/2012. Följande är en komplett lista över matcher som spelats av Malmö FF i Uefacupen och Uefa Europa League. Listan innehåller säsongen turneringen spelades, omgången klubben blev utslagna, motståndarklubben och dess land, datumet, arenan och resultatet. Statistiken är korrekt per säsongen 2018/2019. 
| Säsong             | Omgång    | Motståndare          | Motståndare             | Datum             | Arena                                  | Resultat   | S         | Ref       |
| Säsong             | Omgång    | Lag                  | Land                    | Datum             | Arena                                  | Resultat   | S         | Ref       |
| Uefacupen          | Uefacupen | Uefacupen            | Uefacupen               | Uefacupen         | Uefacupen                              | Uefacupen  | Uefacupen | Uefacupen |
| ------------------ | --------- | -------------------- | ----------------------- | ----------------- | -------------------------------------- | ---------- | --------- | --------- |
| 1977/1978          | O1        | RC Lens              | Frankrike               | 14 september 1977 | Stade Félix-Bollaert, Lens             | 1–4        | 3–4       | [ 91 ]    |
| 1977/1978          | O1        | RC Lens              | Frankrike               | 28 september 1977 | Malmö IP, Malmö                        | 2–0        | 3–4       | [ 91 ]    |
| 1979/1980          | O1        | KPT Kuopio           | Finland                 | 19 september 1979 | Väinölänniemen stadion, Kuopio         | 2–1        | 4–1       | [ 92 ]    |
| 1979/1980          | O1        | KPT Kuopio           | Finland                 | 3 oktober 1979    | Malmö IP, Malmö                        | 2–0        | 4–1       | [ 92 ]    |
| 1979/1980          | O2        | Feyenoord            | Nederländerna           | 24 oktober 1979   | Feijenoord Stadion, Rotterdam          | 0–4        | 1–5       | [ 93 ]    |
| 1979/1980          | O2        | Feyenoord            | Nederländerna           | 7 november 1979   | Malmö IP, Malmö                        | 1–1        | 1–5       | [ 93 ]    |
| 1981/1982          | O1        | Wisła Kraków         | Polen                   | 16 september 1981 | Malmö IP, Malmö                        | 2–0        | 5–1       | [ 7 ]     |
| 1981/1982          | O1        | Wisła Kraków         | Polen                   | 30 september 1981 | Stadion Miejski, Kraków                | 3–1        | 5–1       | [ 7 ]     |
| 1981/1982          | O2        | Neuchâtel Xamax      | Schweiz                 | 21 oktober 1981   | Malmö IP, Malmö                        | 0–1        | 0–2       | [ 94 ]    |
| 1981/1982          | O2        | Neuchâtel Xamax      | Schweiz                 | 3 november 1981   | Stade de la Maladière, Neuchâtel       | 0–1        | 0–2       | [ 94 ]    |
| 1983/1984          | O1        | Werder Bremen        | Västtyskland            | 14 september 1983 | Weserstadion, Bremen                   | 1–1        | 2–3       | [ 95 ]    |
| 1983/1984          | O1        | Werder Bremen        | Västtyskland            | 28 september 1983 | Malmö Stadion, Malmö                   | 1–2        | 2–3       | [ 95 ]    |
| 1985/1986          | O1        | Videoton             | Ungern                  | 18 september 1985 | Sóstói Stadion, Székesfehérvár         | 0–1        | 3–3 (b)   | [ 21 ]    |
| 1985/1986          | O1        | Videoton             | Ungern                  | 2 oktober 1985    | Malmö IP, Malmö                        | 3–2        | 3–3 (b)   | [ 21 ]    |
| 1988/1989          | O1        | Torpedo Moskva       | Sovjetunionen           | 7 september 1988  | Malmö Stadion, Malmö                   | 2–0        | 3–2       | [ 96 ]    |
| 1988/1989          | O1        | Torpedo Moskva       | Sovjetunionen           | 5 oktober 1988    | Torpedo Stadium, Moskva                | 1–2 (e fl) | 3–2       | [ 96 ]    |
| 1988/1989          | O2        | Inter                | Italien                 | 26 oktober 1988   | Malmö Stadion, Malmö                   | 0–1        | 1–2       | [ 23 ]    |
| 1988/1989          | O2        | Inter                | Italien                 | 9 november 1988   | Stadio Giuseppe Meazza, Milano         | 1–1        | 1–2       | [ 23 ]    |
| 1995/1996          | KO        | Dundalk FC           | Irland                  | 9 augusti 1995    | United Park, Drogheda                  | 2–0        | 4–0       | [ 97 ]    |
| 1995/1996          | KO        | Dundalk FC           | Irland                  | 23 augusti 1995   | Malmö IP, Malmö                        | 2–0        | 4–0       | [ 97 ]    |
| 1995/1996          | O1        | Nottingham Forest    | England                 | 12 september 1995 | Malmö Stadion, Malmö                   | 2–1        | 2–2 (b)   | [ 35 ]    |
| 1995/1996          | O1        | Nottingham Forest    | England                 | 26 september 1995 | City Ground, Nottingham                | 0–1        | 2–2 (b)   | [ 35 ]    |
| 1996/1997          | KO        | Skonto               | Lettland                | 6 augusti 1996    | Daugava stadion, Riga                  | 3–0        | 4–1       | [ 98 ]    |
| 1996/1997          | KO        | Skonto               | Lettland                | 20 augusti 1996   | Malmö Stadion, Malmö                   | 1–1        | 4–1       | [ 98 ]    |
| 1996/1997          | O1        | Slavia Prag          | Tjeckien                | 10 september 1996 | Malmö Stadion, Malmö                   | 1–2        | 2–5       | [ 99 ]    |
| 1996/1997          | O1        | Slavia Prag          | Tjeckien                | 24 september 1996 | Stadion Eden, Prag                     | 1–3        | 2–5       | [ 99 ]    |
| 1997/1998          | KO2       | Hajduk Split         | Kroatien                | 12 augusti 1997   | Stadion Poljud, Split                  | 2–3        | 2–5       | [ 29 ]    |
| 1997/1998          | KO2       | Hajduk Split         | Kroatien                | 26 augusti 1997   | Malmö Stadion, Malmö                   | 0–2        | 2–5       | [ 29 ]    |
| 1998/1999          | KO1       | Shirak FC            | Armenien                | 22 juli 1998      | Gjumri stads stadium, Gjumri           | 2–0        | 7–0       | [ 100 ]   |
| 1998/1999          | KO1       | Shirak FC            | Armenien                | 29 juli 1998      | Malmö IP, Malmö                        | 5–0        | 7–0       | [ 100 ]   |
| 1998/1999          | KO2       | Hajduk Split         | Kroatien                | 11 augusti 1998   | Stadion Poljud, Split                  | 1–1        | 2–3       | [ 30 ]    |
| 1998/1999          | KO2       | Hajduk Split         | Kroatien                | 25 augusti 1998   | Malmö IP, Malmö                        | 1–2        | 2–3       | [ 30 ]    |
| 2003/2004          | KO        | Portadown FC         | Nordirland              | 14 augusti 2003   | Malmö Stadion, Malmö                   | 4–0        | 6–0       | [ 101 ]   |
| 2003/2004          | KO        | Portadown FC         | Nordirland              | 28 augusti 2003   | Shamrock Park, Portadown               | 2–0        | 6–0       | [ 102 ]   |
| 2003/2004          | O1        | Sporting Lissabon    | Portugal                | 24 september 2003 | Estádio José Alvalade, Lissabon        | 0–2        | 0–3       | [ 103 ]   |
| 2003/2004          | O1        | Sporting Lissabon    | Portugal                | 15 oktober 2003   | Malmö Stadion, Malmö                   | 0–1        | 0–3       | [ 104 ]   |
| 2005/2006          | O1        | Beşiktaş             | Turkiet                 | 15 september 2005 | BJK İnönü Stadyumu, Istanbul           | 1–0        | 2–4       | [ 5 ]     |
| 2005/2006          | O1        | Beşiktaş             | Turkiet                 | 29 september 2005 | Malmö Stadion, Malmö                   | 1–4        | 2–4       | [ 105 ]   |
| Uefa Europa League |           |                      |                         |                   |                                        |            |           |           |
| 2011/2012          | Grupp     | AZ                   | Nederländerna           | 15 september 2011 | AFAS Stadion, Alkmaar                  | 1–4        | 4:a       | [ 106 ]   |
| 2011/2012          | Grupp     | Austria Wien         | Österrike               | 29 september 2011 | Swedbank Stadion, Malmö                | 1–2        | 4:a       | [ 27 ]    |
| 2011/2012          | Grupp     | Metalist Charkiv     | Ukraina                 | 20 oktober 2011   | Swedbank Stadion, Malmö                | 1–4        | 4:a       | [ 107 ]   |
| 2011/2012          | Grupp     | Metalist Charkiv     | Ukraina                 | 3 november 2011   | Metalist Stadium, Charkiv              | 1–3        | 4:a       | [ 108 ]   |
| 2011/2012          | Grupp     | AZ                   | Nederländerna           | 30 november 2011  | Swedbank Stadion, Malmö                | 0–0        | 4:a       | [ 109 ]   |
| 2011/2012          | Grupp     | Austria Wien         | Österrike               | 15 december 2011  | Franz Horr Stadium, Wien               | 0–2        | 4:a       | [ 28 ]    |
| 2013/2014          | KO1       | Drogheda United      | Irland                  | 4 juli 2013       | Tallaght Stadium, Dublin               | 0–0        | 2–0       | [ 110 ]   |
| 2013/2014          | KO1       | Drogheda United      | Irland                  | 11 juli 2013      | Swedbank Stadion, Malmö                | 2–0        | 2–0       | [ 111 ]   |
| 2013/2014          | KO2       | Hibernian            | Skottland               | 18 juli 2013      | Swedbank Stadion, Malmö                | 2–0        | 9–0       | [ 13 ]    |
| 2013/2014          | KO2       | Hibernian            | Skottland               | 25 juli 2013      | Easter Road, Edinburgh                 | 7–0        | 9–0       | [ 14 ]    |
| 2013/2014          | KO3       | Swansea City         | England                 | 1 augusti 2013    | Liberty Stadium, Swansea               | 0–4        | 0–4       | [ 112 ]   |
| 2013/2014          | KO3       | Swansea City         | England                 | 8 augusti 2013    | Swedbank Stadion, Malmö                | 0–0        | 0–4       | [ 113 ]   |
| 2018/2019          | PO        | Midtjylland          | Danmark                 | 23 augusti 2018   | Stadion, Malmö                         | 2–2        | 4–2       | [ 114 ]   |
| 2018/2019          | PO        | Midtjylland          | Danmark                 | 30 augusti 2018   | MCH Arena, Herning                     | 2–0        | 4–2       | [ 115 ]   |
| 2018/2019          | Grupp     | Genk                 | Belgien                 | 20 september 2018 | Luminus Arena, Genk                    | 0–2        | 2:a       | [ 116 ]   |
| 2018/2019          | Grupp     | Besiktas             | Turkiet                 | 4 oktober 2018    | Stadion, Malmö                         | 2–0        | 2:a       | [ 117 ]   |
| 2018/2019          | Grupp     | Sarpsborg 08         | Norge                   | 25 oktober 2018   | Sarpsborg Stadion, Sarpsborg           | 1–1        | 2:a       | [ 118 ]   |
| 2018/2019          | Grupp     | Sarpsborg 08         | Norge                   | 8 november 2018   | Stadion, Malmö                         | 1–1        | 2:a       | [ 119 ]   |
| 2018/2019          | Grupp     | Genk                 | Belgien                 | 29 november 2018  | Stadion, Malmö                         | 2–2        | 2:a       | [ 120 ]   |
| 2018/2019          | Grupp     | Besiktas             | Turkiet                 | 13 december 2018  | Vodafone Park, Istanbul                | 1–0        | 2:a       | [ 121 ]   |
| 2018/2019          | 16-del    | Chelsea              | England                 | 14 februari 2019  | Stadion, Malmö                         | 1–2        | 1–5       | [ 122 ]   |
| 2018/2019          | 16-del    | Chelsea              | England                 | 21 februari 2019  | Stamford Bridge, London                | 0–3        | 1–5       | [ 123 ]   |
| 2019/2020          | KO1       | Ballymena United     | Nordirland              | 11 juli 2019      | Stadion, Malmö                         | 7−0        | 11−0      | [ 124 ]   |
| 2019/2020          | KO1       | Ballymena United     | Nordirland              | 18 juli 2019      | Ballymena Showgrounds, Ballymena       | 4−0        | 11−0      | [ 125 ]   |
| 2019/2020          | KO2       | NK Domžale           | Slovenien               | 25 juli 2019      | Domžale Sports Park, Domžale           | 2−2        | 5−4       | [ 126 ]   |
| 2019/2020          | KO2       | NK Domžale           | Slovenien               | 1 augusti 2019    | Stadion, Malmö                         | 3−2        | 5−4       | [ 127 ]   |
| 2019/2020          | KO3       | Zrinjski Mostar      | Bosnien och Hercegovina | 8 augusti 2019    | Stadion, Malmö                         | 3–0        | 3−1       | [ 128 ]   |
| 2019/2020          | KO3       | Zrinjski Mostar      | Bosnien och Hercegovina | 15 augusti 2019   | Stadion Pecara, Široki Brijeg          | 0–1        | 3−1       | [ 129 ]   |
| 2019/2020          | PO        | Bnei Yehuda          | Israel                  | 22 augusti 2019   | Stadion, Malmö                         | 3–0        | 4–0       | [ 130 ]   |
| 2019/2020          | PO        | Bnei Yehuda          | Israel                  | 29 augusti 2019   | HaMoshava Stadium, Petah Tikva         | 1–0        | 4–0       | [ 131 ]   |
| 2019/2020          | Grupp     | Dynamo Kiev          | Ukraina                 | 19 september 2019 | NSC Olimpiyskiy Stadium, Kiev          | 0–1        | 1:a       | [ 132 ]   |
| 2019/2020          | Grupp     | FC Köpenhamn         | Danmark                 | 3 oktober 2019    | Stadion, Malmö                         | 1–1        | 1:a       | [ 133 ]   |
| 2019/2020          | Grupp     | Lugano               | Schweiz                 | 24 oktober 2019   | Stadion, Malmö                         | 2–1        | 1:a       | [ 134 ]   |
| 2019/2020          | Grupp     | Lugano               | Schweiz                 | 7 november 2019   | Kybunpark, St. Gallen                  | 0–0        | 1:a       | [ 135 ]   |
| 2019/2020          | Grupp     | Dynamo Kiev          | Ukraina                 | 28 november 2019  | Stadion, Malmö                         | 4–3        | 1:a       | [ 136 ]   |
| 2019/2020          | Grupp     | FC Köpenhamn         | Denmark                 | 12 december 2019  | Telia Parken, Köpenhamn                | 1–0        | 1:a       | [ 137 ]   |
| 2019/2020          | 16-del    | VfL Wolfsburg        | Tyskland                | 20 februari 2020  | Volkswagen Arena, Wolfsburg            | 1–2        | 1–5       | [ 138 ]   |
| 2019/2020          | 16-del    | VfL Wolfsburg        | Tyskland                | 27 februari 2020  | Eleda Stadion, Malmö                   | 0–3        | 1–5       | [ 139 ]   |
| 2020/2021          | KO1       | Cracovia             | Polen                   | 27 augusti 2020   | Eleda Stadion, Malmö                   | 2–0        | —         | [ 140 ]   |
| 2020/2021          | KO2       | Honvéd               | Ungern                  | 17 september 2020 | Hidegkuti Nándor Stadion, Budapest     | 2–0        | —         | [ 141 ]   |
| 2020/2021          | KO3       | Lokomotiva           | Kroatien                | 24 september 2020 | Eleda Stadion, Malmö                   | 5–0        | —         | [ 142 ]   |
| 2020/2021          | PO        | Granada              | Spanien                 | 1 oktober 2020    | Eleda Stadion, Malmö                   | 1–3        | —         |           |
| 2022/2023          | KO3       | F91 Dudelange        | Luxemburg               | 4 augusti 2022    | Eleda Stadion, Malmö                   | 3−0        | 5−2       |           |
| 2022/2023          | KO3       | F91 Dudelange        | Luxemburg               | 11 augusti 2022   | Stade de Luxembourg, Luxemburg         | 2−2        | 5−2       |           |
| 2022/2023          | PO        | Sivasspor            | Turkiet                 | 18 augusti 2022   | Eleda Stadion, Malmö                   | 3−1        | 5−1       |           |
| 2022/2023          | PO        | Sivasspor            | Turkiet                 | 25 augusti 2022   | Yeni Sivas 4 Eylül Stadyumu, Sivas     | 2−0        | 5−1       |           |
| 2022/2023          | Grupp     | Braga                | Portugal                | 8 september 2022  | Eleda Stadion, Malmö                   | 0-2        | 4:a       |           |
| 2022/2023          | Grupp     | Union Saint-Gilloise | Belgien                 | 15 september 2022 | Den Dreef, Leuven                      | 2-3        | 4:a       |           |
| 2022/2023          | Grupp     | Union Berlin         | Tyskland                | 6 oktober 2022    | Eleda Stadion, Malmö                   | 0-1        | 4:a       |           |
| 2022/2023          | Grupp     | Union Berlin         | Tyskland                | 13 oktober 2022   | Stadion An der Alten Försterei, Berlin | 0-1        | 4:a       |           |
| 2022/2023          | Grupp     | Union Saint-Gilloise | Belgien                 | 27 oktober 2022   | Eleda Stadion, Malmö                   | 0-2        | 4:a       |           |
| 2022/2023          | Grupp     | Braga                | Portugal                | 3 november 2022   | Estádio Municipal, Braga               | 1-2        | 4:a       |           |

### Cupvinnarcupen
Cupvinnarcupen grundades 1960 och blev nedlagd 1999. Malmö FF spelade för första gången i Cupvinnarcupen säsongen 1973/1974, kvalificerade som vinnare i Svenska cupen 1973. Följande är en komplett lista av matcher som spelats av Malmö FF i Fairs Cup. Listan innehåller säsongen turneringen spelades, omgången klubben blev utslagna, motståndarklubben och dess land, datumet, arenan och resultatet.
| Säsong    | Omgång | Motståndare         | Motståndare   | Datum             | Arena                          | Resultat | S           | Ref                     |
| Säsong    | Omgång | Lag                 | Land          | Datum             | Arena                          | Resultat | S           | Ref                     |
| --------- | ------ | ------------------- | ------------- | ----------------- | ------------------------------ | -------- | ----------- | ----------------------- |
| 1973/1974 | O1     | Pezoporikos Larnaca | Cypern        | 19 september 1973 | GSZ Stadium, Larnaca           | 0–0      | 11–0        | [ 143 ] [ 144 ] [ 145 ] |
| 1973/1974 | O1     | Pezoporikos Larnaca | Cypern        | 22 september 1973 | Malmö Stadion, Malmö           | 11–0     | 11–0        | [ 143 ] [ 144 ] [ 145 ] |
| 1973/1974 | O2     | FC Zürich           | Schweiz       | 24 October 1973   | Letzigrund, Zürich             | 0–0      | 1–1 (b)     | [ 143 ] [ 144 ] [ 145 ] |
| 1973/1974 | O2     | FC Zürich           | Schweiz       | 7 november 1973   | Malmö Stadion, Malmö           | 1–1      | 1–1 (b)     | [ 143 ] [ 144 ] [ 145 ] |
| 1974/1975 | O1     | FC Sion             | Schweiz       | 18 september 1974 | Malmö Stadion, Malmö           | 1–0      | 6–5 (e str) | [ 146 ] [ 147 ] [ 148 ] |
| 1974/1975 | O1     | FC Sion             | Schweiz       | 2 oktober 1974    | Stade Tourbillon, Sion         | 0–1      | 6–5 (e str) | [ 146 ] [ 147 ] [ 148 ] |
| 1974/1975 | O2     | Lahden Reipas       | Finland       | 23 oktober 1974   | Malmö Stadion, Malmö           | 3–1      | 3–1         | [ 146 ] [ 147 ] [ 148 ] |
| 1974/1975 | O2     | Lahden Reipas       | Finland       | 6 november 1974   | Lahden kisapuisto, Lahtis      | 0–0      | 3–1         | [ 146 ] [ 147 ] [ 148 ] |
| 1974/1975 | KF     | Ferencváros         | Ungern        | 5 mars 1975       | Malmö Stadion, Malmö           | 1–3      | 2–4         | [ 146 ] [ 147 ] [ 148 ] |
| 1974/1975 | KF     | Ferencváros         | Ungern        | 19 mars 1975      | Üllői úti stadion, Budapest    | 1–1      | 2–4         | [ 146 ] [ 147 ] [ 148 ] |
| 1980/1981 | O1     | Partizani Tirana    | Albanien      | 17 september 1980 | Malmö Stadion, Malmö           | 1–0      | 1–0         | [ 18 ] [ 149 ] [ 150 ]  |
| 1980/1981 | O1     | Partizani Tirana    | Albanien      | 1 oktober 1980    | Qemal Stafa-stadion, Tirana    | 0–0      | 1–0         | [ 18 ] [ 149 ] [ 150 ]  |
| 1980/1981 | O2     | Benfica             | Portugal      | 22 oktober 1980   | Malmö Stadion, Malmö           | 1–0      | 1–2         | [ 18 ] [ 149 ] [ 150 ]  |
| 1980/1981 | O2     | Benfica             | Portugal      | 5 november 1980   | Estádio da Luz, Lissabon       | 0–2      | 1–2         | [ 18 ] [ 149 ] [ 150 ]  |
| 1984/1985 | O1     | Dynamo Dresden      | Östtyskland   | 19 september 1984 | Malmö Stadion, Malmö           | 2–0      | 3–4         | [ 25 ] [ 151 ]          |
| 1984/1985 | O1     | Dynamo Dresden      | Östtyskland   | 3 oktober 1984    | Rudolf-Harbig-Stadion, Dresden | 1–4      | 3–4         | [ 25 ] [ 151 ]          |
| 1986/1987 | O1     | Apollon Limassol    | Cypern        | 17 september 1986 | Malmö Stadion, Malmö           | 6–0      | 7–2         | [ 152 ] [ 153 ] [ 154 ] |
| 1986/1987 | O1     | Apollon Limassol    | Cypern        | 1 oktober 1986    | Tsirion Stadium, Limassol      | 1–2      | 7–2         | [ 152 ] [ 153 ] [ 154 ] |
| 1986/1987 | O2     | 17 Nëntori Tirana   | Albanien      | 22 oktober 1986   | Malmö Stadion, Malmö           | 3–0      | 3–0         | [ 152 ] [ 153 ] [ 154 ] |
| 1986/1987 | O2     | 17 Nëntori Tirana   | Albanien      | 5 november 1986   | Qemal Stafa-stadion, Tirana    | 0–0      | 3–0         | [ 152 ] [ 153 ] [ 154 ] |
| 1986/1987 | KF     | Ajax                | Nederländerna | 4 mars 1987       | Malmö Stadion, Malmö           | 1–0      | 2–3         | [ 152 ] [ 153 ] [ 154 ] |
| 1986/1987 | KF     | Ajax                | Nederländerna | 18 mars 1987      | Olympiastadion, Amsterdam      | 1–3      | 2–3         | [ 152 ] [ 153 ] [ 154 ] |

### Mässcupen
Mässcupen grundades 1955 och spelades varje säsong tills den ersattes av Uefacupen 1971. Malmö FF tävlade för första gången i Fairs Cup säsongen 1965/1966 och spelade i den sista upplagan av tävlingen säsongen 1970/1971. Följande är en komplett lista av matcher som spelats av Malmö FF i Fairs Cup. Listan innehåller säsongen turneringen spelades, omgången klubben blev utslagna, motståndarklubben och dess land, datumet, arenan och resultatet.
| Säsong    | Omgång | Motståndare  | Motståndare  | Datum             | Arena                       | Resultat | S   | Ref             |
| Säsong    | Omgång | Lag          | Land         | Datum             | Arena                       | Resultat | S   | Ref             |
| --------- | ------ | ------------ | ------------ | ----------------- | --------------------------- | -------- | --- | --------------- |
| 1965/1966 | O1     | 1860 München | Västtyskland | 15 september 1965 | Malmö Stadion, Malmö        | 0–3      | 0–7 | [ 156 ] [ 157 ] |
| 1965/1966 | O1     | 1860 München | Västtyskland | 28 september 1965 | Grünwalder Stadion, München | 0–4      | 0–7 | [ 156 ] [ 157 ] |
| 1967/1968 | O1     | Liverpool    | England      | 19 september 1967 | Malmö Stadion, Malmö        | 0–2      | 1–3 | [ 158 ] [ 159 ] |
| 1967/1968 | O1     | Liverpool    | England      | 4 oktober 1967    | Anfield, Liverpool          | 1–2      | 1–3 | [ 158 ] [ 159 ] |
| 1969/1970 | O1     | Stuttgart    | Västtyskland | 17 september 1969 | Neckarstadion, Stuttgart    | 0–3      | 1–4 | [ 160 ] [ 161 ] |
| 1969/1970 | O1     | Stuttgart    | Västtyskland | 1 oktober 1969    | Malmö Stadion, Malmö        | 1–1      | 1–4 | [ 160 ] [ 161 ] |
| 1970/1971 | O1     | Hibernian    | Skottland    | 16 september 1970 | Easter Road, Edinburgh      | 0–6      | 2–9 | [ 15 ] [ 16 ]   |
| 1970/1971 | O1     | Hibernian    | Skottland    | 30 september 1970 | Malmö Stadion, Malmö        | 2–3      | 2–9 | [ 15 ] [ 16 ]   |

### Intertotocupen
UEFA Intertoto Cup grundades 1995 som en ersättning för den ursprungliga Intertotocupen, och spelades varje säsong till dess nedläggning 2008. Malmö FF:s enda match i denna turnering var 2004, efter att ha slutat trea i Allsvenskan föregående år.
| Säsong | Omgång | Motståndare  | Motståndare | Datum        | Arena                | Resultat | S   | Ref     |
| Säsong | Omgång | Lag          | Land        | Datum        | Arena                | Resultat | S   | Ref     |
| ------ | ------ | ------------ | ----------- | ------------ | -------------------- | -------- | --- | ------- |
| 2004   | O1     | Cork City FC | Irland      | 20 June 2004 | Turners Cross, Cork  | 1–3      | 1–4 | [ 163 ] |
| 2004   | O1     | Cork City FC | Irland      | 27 juni 2004 | Malmö Stadion, Malmö | 0–1      | 1–4 | [ 163 ] |

### Interkontinentala cupen / VM för klubblag
Interkontinentala cupen grundades 1960 och ersattes av VM för klubblag 2004. Malmö FF:s enda match hittills i dessa turneringar var 1979, då Nottingham Forest, som hade besegrat Malmö i finalen av Europacupen 1979, vägrade att delta. Som besegrade finalister tog Malmö FF den engelska klubbens plats i dubbelmötet mot Olimpia från Paraguay.
| Säsong | Motståndare | Motståndare | Datum            | Arena                          | Resultat | S   | Ref     |
| Säsong | Lag         | Land        | Datum            | Arena                          | Resultat | S   | Ref     |
| ------ | ----------- | ----------- | ---------------- | ------------------------------ | -------- | --- | ------- |
| 1979   | Olimpia     | Paraguay    | 18 november 1979 | Malmö Stadion, Malmö           | 0–1      | 1–3 | [ 165 ] |
| 1979   | Olimpia     | Paraguay    | 2 mars 1980      | Defensores del Chaco, Asunción | 1–2      | 1–3 | [ 165 ] |

## Fotnoter
1. ↑  Detta omfattar inte de två matcherna som spelades av Malmö FF i Fifa-tävlingar och de åtta matcherna som spelades i Inter-Cities Fairs Cup.
2. ↑  Inkluderar Malmös matcher mot sovjetryska klubbar innan 1991
3. ↑  Innehåller även Malmö FF:s matcher mot både Väst- och östtyska klubbar innan Tysklands återförening 1990
4. ↑  Malmös resultat mot sovjetukrainska klubbar innan Sovjetunionens upplösning är inkluderade
5. ↑  Inkluderar Malmö FF:s matcher mot Videoton FC.
6. ↑  Swansea City är en klubb från Swansea, Wales, men som representerar England i Europeiska tävlingar då de deltar i det engelska ligasystemet.